# Walter J. Ong
Walter Jackson Ong (30 de noviembre de 1912 - 12 de agosto de 2003) fue un educador, académico, sacerdote jesuita, profesor de filología inglesa, historiador cultural y religioso, lingüista, y filósofo. Conocido por sus aportaciones fenomenológicas y personales de la literatura del Renacimiento e historia intelectual, de la evolución del sentido, del pensamiento de Gerard Manley Hopkins, del catolicismo estadounidense contemporáneo, y, en general, de la cultura contemporánea.

## Biografía
Walter Jackson Ong nació en Kansas City, Misuri. De padre protestante y madre católica se crio en la fe de esta última. En 1929 se graduó de la preparatoria Rockhurst. En 1933 se licenció en la Universidad de Rockhurst, donde se especializó en latín. En 1935 entró en la Compañía de Jesús y luego trabajó en la imprenta y en la publicación. En 1946 fue ordenado sacerdote. 
Ong consiguió un master en inglés en Universidad de Saint Louis. La tesis del ritmo libre de la poesía de Gerard Manley Hopkins la repasó el joven canadiense Marshall McLuhan, que en ese momento estaba trabajando en su doctorado acerca de la obra literaria de Thomas Nasheen la Universidad de Cambridge. Ong se licenció en Filosofía y Teología en la universidad de Saint Louis. 
En 1955, después de conseguir el doctorado en inglés en la Universidad de Harvard, Ong volvió a la Universidad de Saint Louis, donde fue profesor durante 30 años. En 1963 el gobierno francés le honró por el trabajo acerca del lógico y educador Peter Ramus (1515-1572). En 1967, Ong se desempeñó como presidente de Milton Society of America. En 1971 Ong fue elegido miembro de la Academia Estadounidense de las Ciencias y de las Artes. En marzo y abril de 1974, sirvió de conferencista de Lincoln, exponiendo en Camerún, Zaire y Senegal (en francés) y en Nigeria (en inglés). En 1978 Ong fue elegido presidente de Modern Language Association of America.
Falleció en 2003 en San Luis, Misuri.

## Intereses
Su mayor interés está basado en la transición de la oralidad a la escritura, lo cual argumenta, tiene una influencia en la cultura y la conciencia humana.
1. El desarrollo histórico de las tendencias visualistas en el pensamiento filosófico occidental.
2. La transformación matemática del pensamiento en la lógica medieval moderna y temprana y más allá.
3. Pensamiento cíclico oral, que es característico de las culturas orales primarias, versus pensamiento lineal o histórico o evolutivo, que depende de la escritura
4. El movimiento de la poesía heroica oral a la poesía heroica simulada en la cultura impresa a la tradición realista en la literatura al antihéroe moderno.
5. El desarrollo histórico de la cultura de manuscritos y la cultura impresa.
6. Las nuevas dimensiones de la oralidad fomentadas por los medios de comunicación modernos que acentúan el sonido, que Ong llama oralidad secundaria a medida que tiene éxito, depende de la escritura y coexiste con ella.
7. Los orígenes y desarrollo del sistema educativo occidental.
8. El papel y los efectos del latín aprendido en la cultura occidental.

## Obras

### Oralidad y escritura: Tecnologías de la palabra (1982)
En este libro el autor pone en escena, a partir de los estudios lingüísticos de Ferdinand de Saussure, la influencia que tiene la oralidad y la escritura en los diferentes grupos humanos. Walter J. Ong explica que el lenguaje es completamente oral, lo cual implica que hay una necesidad en las sociedades de comunicarse y por lo tanto, es a través del lenguaje que se construyen los significados que le dan sentido a la realidad. 
El autor expone a la oralidad como un evento "natural", pues menciona que en toda cultura se aprende a hablar, a menos que lo impidan cuestiones fisiológicas o psicológicas en el individuo.
Más adelante menciona, que la escritura es tecnología y la define así por ser "artificial", ya que no es algo integrado al cuerpo como la voz, sino que es un invento del ser humano. Pero esto no quiere decir que no esté presente la oralidad.
Por lo que más adelante, propone dos tipos de oralidad:
- Oralidad primaria: se presenta cuando el lenguaje es hablado y no depende de un medio visual para que pueda ser interpretado, es decir, no hay escritura, solamente hay narrativa.[3]  Por lo que se  basa en la duración del sonido, un acontecimiento instantáneo y poco duradero.
- Oralidad secundaria: se presenta al hacer uso de la escritura y la oralidad para conformar el lenguaje.[5] Al representar los fonemas, a través de la escritura, le da una presencia más duradera.

Adicional a lo anterior, menciona que la oralidad puede ser independiente de la escritura, pero esta última no puede llegar a ser completamente independiente del mundo oral, puesto que al simple acto de leer, lo escrito se transforma en sonido.

Después, el escritor argumenta que tanto la escritura como la oralidad, constituyen los procesos cognitivos, solo que de diferente manera:
"Tanto la oralidad como el surgimiento de la escritura a partir de la oralidad, son necesarias para la evolución de la conciencia"
En ambas culturas (orales primarias y orales secundarias) se pueden adquirir conocimientos, aunque en la cultura en la que predomine la escritura, es la que fortalecerá su conciencia y conocimiento, puesto que la escritura dio pie a que el pensamiento se plasmara en diferentes medios, permitiendo su análisis. Pero para que esta fuera tomada en cuenta para ser examinada, tuvo que ser impresa, puesto que la imprenta transformó a la palabra en un objeto que se podía estudiar.
"La impresión sugiere, mucho más de lo que jamás hizo la escritura, que las palabras son cosas"
"Pese a las conjeturas de parte de muchos(...), fue la impresión no la escritura, la que de hecho, reificó la palabra y, con ella, la actividad intelectual"
Por otro lado, los procesos de pensamiento en la oralidad primaria son diferentes, ya que para recordar lo aprendido, hacen uso de la mnemotecnia y de fórmulas.
Más adelante explica las formas de pensamiento y expresión de la oralidad primaria:
- Acumulativas antes que subordinadas: en este apartado hace referencia a los conectores usados por la oralidad para relatar. Pone como ejemplo los primeros versículos de la Biblia, Génesis 1:1-2:

"1. En el principio creó Dios los cielos y la tierra. 2. Y la tierra estaba desordenada y vacía, y las tinieblas estaban sobre la faz del abismo y el Espíritu de Dios se movía sobre las aguas."
Resaltando la cantidad de veces que se hace uso del nexo "Y" en la narración oral, que a diferencia de la escritura, se pueden utilizar enlaces que permiten una subordinación razonada y analítica. Por ejemplo: cuando, por ende, mientras, etcétera.
- Acumulativas antes que analíticas: El autor resalta el uso de epítetos para que la expresión oral sea memorable.
- Redundantes o "copiosos": Aquí es donde explica que en la narración oral, el narrador debe volver a presentar los hechos ya mencionados anteriormente, ya que como el autor lo menciona, el pensamiento requiere cierta continuidad.
- Conservadores y tradicionalistas: En esta forma se concentran todos los conocimientos que la cultura o sociedad oral, ha adquirido a través de los años.
- Cerca del mundo humano vital: Las culturas orales estructuran, conceptualizan y expresan de forma verbal los conocimientos adquiridos a través de la experiencia.[9]
- Agonísticas: Es aquí donde la descripción entusiasta de violencia física y dramática caracterizan a la narración oral.[10]
- Empáticas y participantes antes que objetivamente apartadas: A diferencia de cómo la escritura separa al intelectual de su conocimiento, la cultura oral mantiene una relación estrecha con la persona que es la fuente del saber.
- Homeostáticas: es decir, son formas de expresión y pensamiento que se pretenden conservar, pero aun así se actualizan.

Al final, una de sus conclusiones, es que de todos los géneros (lírica, teatro, oratoria, historiografía, biografía, etcétera) que han surgido del cambio de la oralidad a la escritura, el más estudiado y el más influyente, ha sido la narrativa, puesto que es la base de todas las formas de arte verbal.
"Claro está, otros factores desarrollados en la sociedad, aparte del giro de la oralidad a la escritura, ayudan a determinar a la narrativa a través de las épocas."

## Publicaciones

### Libros
- Fronteras en el catolicismo estadounidense [en inglés Frontiers in American Catholicism] (Nueva York: Macmillan, 1957).
- Inventario de Ramus y Talon [en inglés Ramus and Talon Inventory] (Cambridge, MA: Harvard UP, 1958).
- Ramus, el método y la decadencia del diálogo: del arte del discurso al arte de la razón [en inglés Ramus, Method, and the Decay of Dialogue: From the Art of Discourse to the Art of Reason] (Cambridge, MA: Harvard UP, 1958).
- Encrucijada católica estadounidense [en inglés American Catholic Crossroads] (New York: Macmillan, 1959).
- The Barbarian Within (New York: Macmillan, 1962).
- En el grano humano [en inglés In the Human Grain] (New York: Macmillan, 1967).
- Retórica, romance y tecnología [en inglés Rhetoric, Romance, and Technology] (Ithaca: Cornell UP, 1971).
- Interfaces de la Palabra [en inglés Interfaces of the Word] (Ithaca: Cornell UP, 1977).
- Hopkins, el Ser y Dios [en inglés Hopkins, the Self, and God] (Toronto: U of Toronto P, 1986).
- Fe y Contextos, 4 vols [en inglés Faith and Contexts, 4 vols]. Ed. Thomas J. Farrell and Paul A. Soukup. (Atlanta: Scholars P, 1992-1999).
- Oralidad y escritura: Tecnologías de la palabra [en inglés Orality and Literacy: The Technologizing of the Word] (2nd ed. New York: Routledge, 2002). Ha sido traducido a 11 idiomas.
- Un lector de Ong: Desafíos para una investigación adicional [en inglés An Ong Reader: Challenges for Further Inquiry]. Ed. Thomas J. Farrell and Paul A. Soukup. (Cresskill, NJ: Hampton P, 2002).